# Ясининицьке городище
Ясининицьке городище - пам'ятка археології національного значення на Рівненщині.

Церква на майданчику Ясининицького городища

Ясининицьке городище знаходиться на південно-західних околицях села Ясининичі Дядьковицької сільської об'єднаної територіальної громади Рівненської області і займає мисоподібний виступ височини на правому березі річки Омелянівки.
На верхівці городища розміщується церква. Верхній майданчик має овальну форму, розмірами 55×45 м (площа 0,15 га), височіє над долиною ріки на 6-7 м. По периметру майданчик оточений валом заввишки 1,0-1,5 м (зі східної сторони висота сягає 2,0-2,5 м). Перед валом з напільного боку раніше був викопаний рів, сьогодні його глибина становить близько 1,0-1,5 м, а ширина – 8-10 м. У давнину в'їзд до городища, імовірно, розташовувався у північно-західній частині, адже тут вал має розрив. 
На південний схід від городища, на південному схилі, було знайдено давнє поселення. На площі 200×60 м зібрано уламки гончарних горщиків і металеві вироби Х-ХІІІ ст., а також матеріали бронзового віку. За зібраними матеріалами городище може датуватися Х-ХІ століттями. Городище обстежував Б. Прищепа  у 2003 та 2009 роках.